# Родригес, Хуан
Хуа́н Мануэ́ль Родри́гес Ве́га (исп. Juan Manuel Rodríguez Vega; 16 января 1944 — 1 сентября 2021) — чилийский футболист, защитник. Участник чемпионата мира 1974, где принял участие в одном матче сборной Чили.

## Карьера

### В сборной
В сборной Чили Хуан Родригес дебютировал 18 августа 1969 года в матче со сборной Перу, завершившимся со счётом 2:1. В составе сборной Родригес принял участие в чемпионате мира 1974 года. Свой последний матч за сборную Родригес сыграл на Чемпионате мира 1974 года против сборной ФРГ 14 июля 1974 года, тот матч чилийцы проиграли со счётом 0:1. Всего же за сборную Родригес сыграл 24 официальных матча.
| №  | Дата             | Соперник  | Счёт | Голы | Турнир                    |
| 1  | 18 августа 1968  | Перу      | 2:1  | -    | Тихоокеанский Кубок       |
| 2  | 22 августа 1968  | Перу      | 0:0  | -    | Тихоокеанский Кубок       |
| 3  | 27 ноября 1968   | Аргентина | 0:4  | -    | Кубок Карлоса Диттборна   |
| 4  | 18 декабря 1968  | ФРГ       | 2:1  | -    | Товарищеский матч         |
| 5  | 28 мая 1969      | Аргентина | 1:1  | -    | Товарищеский матч         |
| 6  | 5 июня 1969      | Колумбия  | 3:3  | -    | Товарищеский матч         |
| 7  | 8 июня 1969      | Парагвай  | 1:0  | -    | Товарищеский матч         |
| 8  | 11 июня 1969     | Аргентина | 1:2  | -    | Товарищеский матч         |
| 9  | 22 июня 1969     | ГДР       | 1:0  | -    | Товарищеский матч         |
| 10 | 25 июня 1969     | ГДР       | 1:2  | -    | Товарищеский матч         |
| 11 | 6 июля 1969      | Парагвай  | 0:0  | -    | Товарищеский матч         |
| 12 | 13 июля 1969     | Уругвай   | 0:0  | -    | Отборочный матч к ЧМ 1970 |
| 13 | 27 июля 1969     | Эквадор   | 4:0  | -    | Отборочный матч к ЧМ 1970 |
| 14 | 3 августа 1969   | Эквадор   | 1:1  | -    | Отборочный матч к ЧМ 1970 |
| 15 | 10 августа 1969  | Уругвай   | 0:2  | -    | Отборочный матч к ЧМ 1970 |
| 16 | 4 октября 1970   | Бразилия  | 1:5  | -    | Товарищеский матч         |
| 17 | 14 июля 1971     | Парагвай  | 3:2  | -    | Товарищеский матч         |
| 18 | 21 июля 1971     | Аргентина | 2:2  | -    | Товарищеский матч         |
| 19 | 4 августа 1971   | Аргентина | 0:1  | -    | Товарищеский матч         |
| 20 | 27 октября 1971  | Уругвай   | 0:3  | -    | Кубок Хуана Пинто Дурана  |
| 21 | 3 ноября 1971    | Уругвай   | 5:0  | -    | Кубок Хуана Пинто Дурана  |
| 22 | 5 августа 1973   | Перу      | 2:1  | -    | Отборочный матч к ЧМ 1974 |
| 23 | 26 сентября 1973 | СССР      | 0:0  | -    | Отборочный матч к ЧМ 1974 |
| 24 | 14 июня 1974     | ФРГ       | 0:1  | -    | Чемпионат мира 1974       |

Итого: 24 матча; 8 побед, 8 ничьих, 8 поражений.

## Достижения

### Командные
Сборная Чили
- Обладатель Тихоокеанского Кубка: 1968
- Обладатель Кубка Хуана Пинто Дурана: 1971

 «Универсидад де Чили»
- Чемпион Чили (4): 1964, 1965, 1967, 1969
- Серебряный призёр чемпионата Чили: 1963
- Бронзовый призёр чемпионата Чили: 1968

 «Унион Эспаньола»
- Серебряный призёр чемпионата Чили: 1970
- Бронзовый призёр чемпионата Чили: 1971

 «Атлетико Эспаньол»
- Серебряный призёр чемпионата Мексики: 1974
- Обладатель Кубка чемпионов КОНКАКАФ: 1975